# Zacky Vengeance
Zacky Vengeance, geboren als Zachary James Baker (Olympia (Washington), 11 december 1981) speelt de ritmische gitaar en is achtergrondzanger voor de band Avenged Sevenfold.

## Biografie
Op de dvd van All Excess van Avenged Sevenfold vertelt Zacky dat hij, voor hij bij Avenged Sevenfold kwam, in een punkband speelde genaamd MPA*, wat staat voor Mad Porno Action. De muziek van Mad Porno Action is terug te horen in de stijl van Avenged Sevenfold. Ook vertelt Zacky dat deze band niet succesvol was. Samen met M. Shadows, die toen zanger was van de band Successful Failure, vormde hij Avenged Sevenfold. Hij verzon de naam Zacky Vengeance omdat hij wrok koesterde tegen de vele mensen die twijfelden aan zijn succes. Ook is Zacky de persoon die de afkorting "A7X" verzon, de 'A' staat voor Avenged, de 7 voor Seven en de X voor fold. Zacky is linkshandig en leerde zichzelf gitaar spelen op dertienjarige leeftijd.
De eerste gitaar die hij leerde bespelen was de gitaar van zijn vader, die rechtshandig is, een Squier Strat. Ook leerde hij het door te kijken naar zijn favoriete bands en van andere mensen die hij kende. Hij oefende zo vaak hij kon. Hij las elke editie van Guitar World van het begin tot het eind, oefende met de gepubliceerde tabs en keek af bij de beroepsartiesten tot hij het helemaal begreep. Het eerste liedje dat Zacky kon spelen was Redemption Song van Bob Marley. Zijn grote helden op het gebied van de gitaar zijn onder meer Dimebag Darrell van Pantera, Damageplan en Rebel Meets Rebel en Slash van Guns N' Roses en Velvet Revolver. Invloeden in de stijl die hij nu speelt zijn Metallica, ELIXIR en Guns N' Roses. Zacky's favoriete bands zijn onder andere Rancid, Misfits, Elvis Costello, Danny Elfman en Bad Religion. Ook luistert hij graag naar R&B en hiphop, omdat variatie naar zijn zeggen goed is, en voor inspiratie.
Zacky en zijn bandleden Synyster Gates en Johnny Christ zijn te vinden op de officiële website van Schecter Guitar Research, waardoor Zacky sinds 2004 wordt gesponsord. Hij speelt nu op eigen gemaakte modellen, waarvan een aantal (waaronder de beroemde S-1) ook wordt verkocht aan het publiek. Zacky speelt het liefste in Drop D.

## Trivia
- Zacky is half Duits en half Italiaans.
- Zacky heeft een gitaarmodel uitgebracht dat hij zelf heeft ontworpen.
- Zacky is in september 2015 vader geworden van zijn eerste kind.

## Vengeance University
Zacky heeft zijn eigen kledinglijn genaamd "Vengeance University". Onlangs is er een nieuwe website gelanceerd en sindsdien wordt zijn oude site ZackyV.com doorverwezen naar Vengenz.com. Zijn kledinglijn bestaat voornamelijk uit T-shirts en broekriemen, die allemaal zijn handelsmerk "Est. 6661" bevatten.